# 뉴욕의 경제

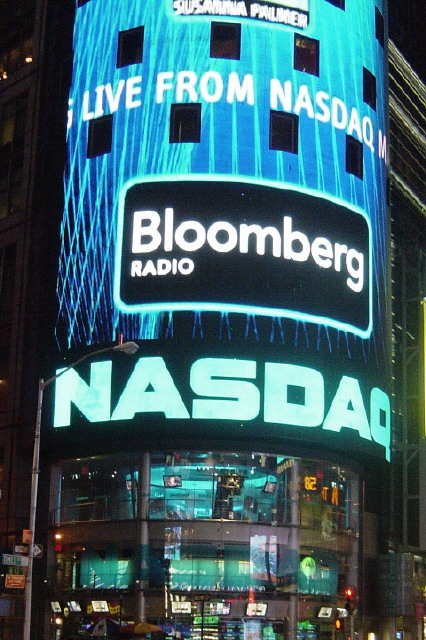
나스닥 마켓사이트

다음은 뉴욕의 경제에 관한 내용이다. 2009년 뉴욕의 시내 총생산은 6,014억 달러이며, 뉴욕 대도시권 지역의 총생산은 1조 2103억 달러이다. 또한, 런던, 도쿄, 홍콩과 함께 세계 최고 수준의 금융 센터이다. 2005년, 뉴욕 대도시권 지역의 구매력의 GMP (도시권 총생산)는 약 1조 1300억 달러이며, IT 위크 잡지에 따르면 미국 최대의 경제도시이자 세계 제2위의 경제 도시이다. Cinco Dias 잡지에 따르면 뉴욕은 2008년말 세계 금융의 40%를 좌지우지하고 있으며, 세계 최대의 금융 중심지라고 한다. 포춘 글로벌 500에 따르면, 글로벌 대기업의 본사 수가 세계에서 도쿄, 베이징, 파리에 이어 4번째로 많은 도시이다. 민간 부문의 업무 중 약 10%가 외국 기업이다.

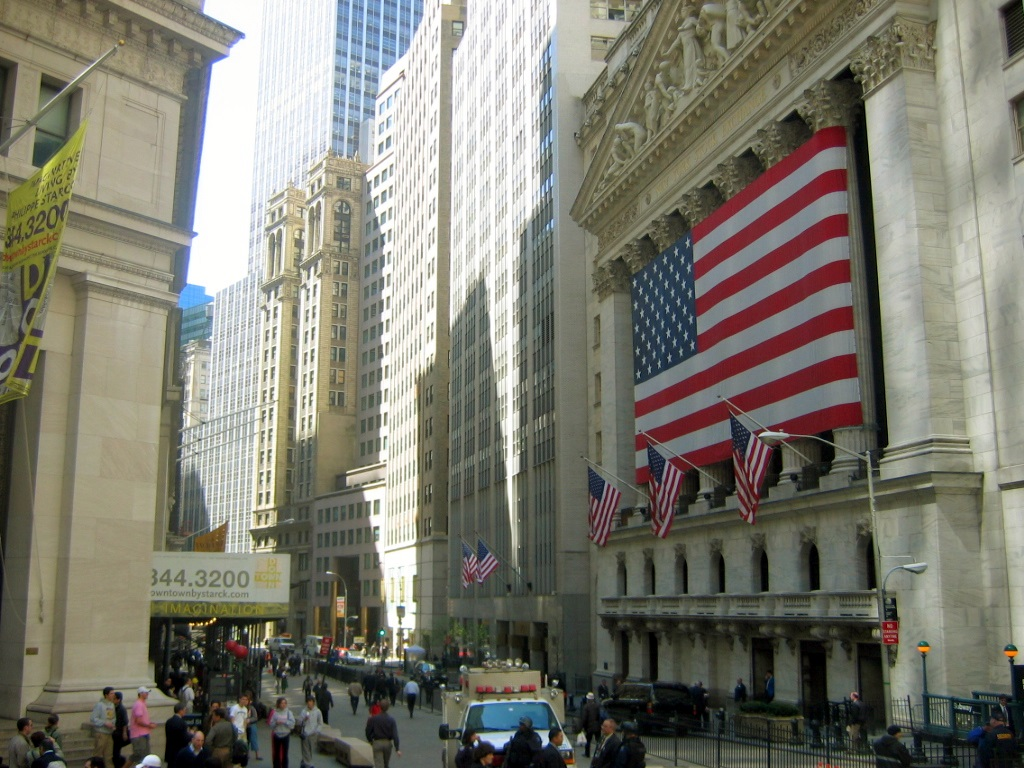
월 스트리트에 위치한 뉴욕 증권거래소로, 세계 최대의 증권 거래소이다.

세계적으로 뉴욕은 땅값이 비싸다. 파크 거리 450번지는 2007년 7월 2일에 5억 1,000달러 (1m²당 약 1만 7,104달러)에 거래되었으며, 전월 매디슨 거리 660번지가 1m²당 약 1만 5,887달러에 거래된 기록을 갈아 치웠다.
미드타운 맨해튼은 미국 최대의 상업 지구이며 고층 빌딩이 밀집되어 있다. 로어 맨해튼은 미국 3위의 상업 지구이며 월 스트리트의 뉴욕 증권거래소 및 NASDAQ이 있다. 양 거래소는 1일 거래량과 시장 전체의 자본에서 각각 세계 1위, 2위의 증권거래소이다. 금융업은 뉴욕 시의 급여 소득 중 35%를 차지하고 있다. 2006년 뉴욕의 부동산 전체 시가 총액은 8,024억 달러에 달했다. 타임 워너 센터는 2006년 11억 달러의 뉴욕 최고의 시가를 자랑한다.
뉴욕의 텔레비전 및 영화 산업은 할리우드에 이어 미국 두 번째로 큰 규모이다. 뉴미디어, 광고, 패션, 디자인, 건축 등 창조적인 산업에서의 고용이 차지하는 비율은 증가하고 있으며, 뉴욕은 이러한 산업에서 강한 경쟁력을 발휘하고 있다. 생명 공학, 소프트웨어 개발, 게임 디자인, 인터넷 서비스 등 첨단 산업도 성장하고 있다. 그 외에도, 비영리 단체, 대학교, 의약 연구 등도 중요한 산업 중 하나이다.

## 같이 보기
- 미국의 경제